# 鉛筆

鉛筆と消しゴムと鉛筆削り

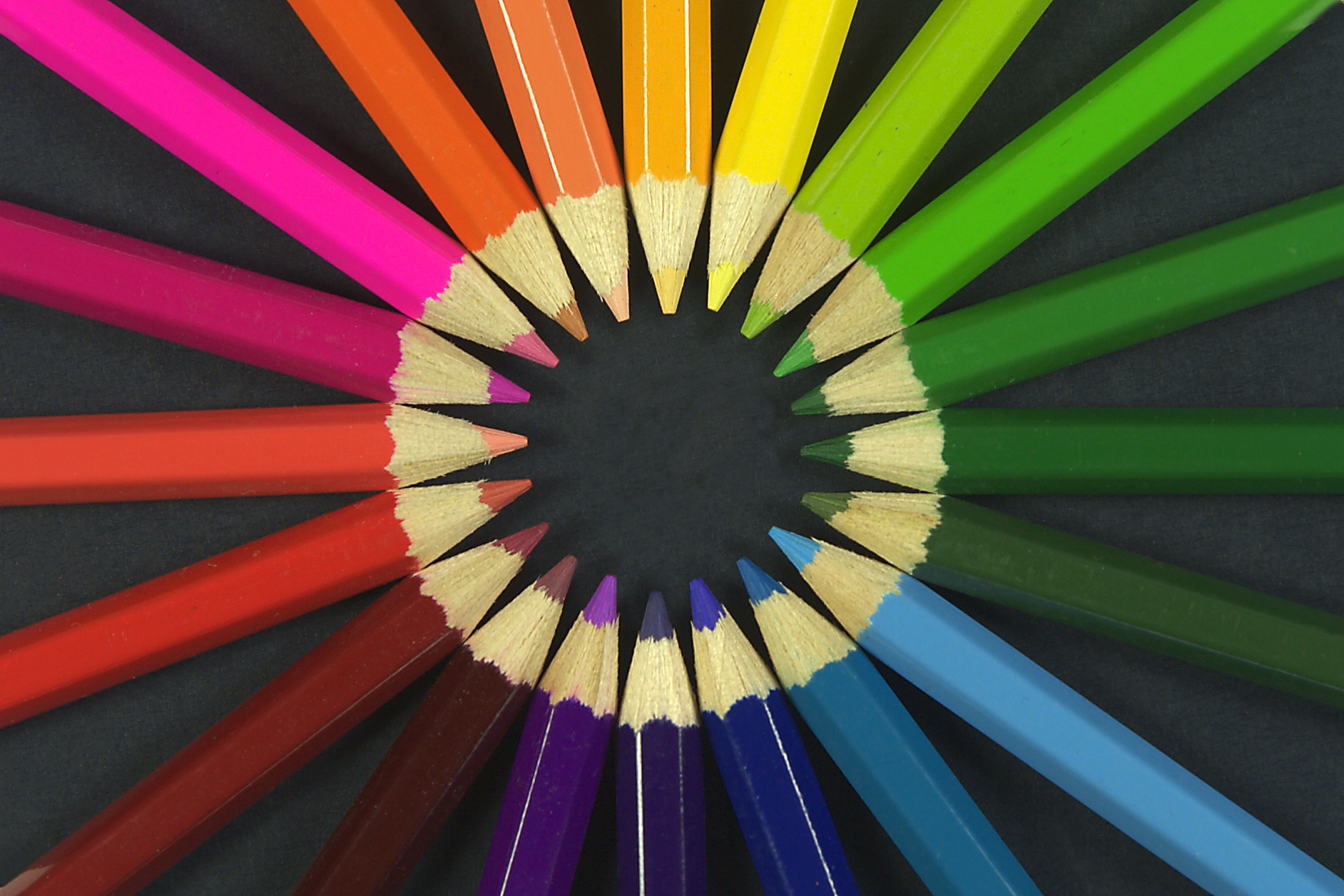
色鉛筆

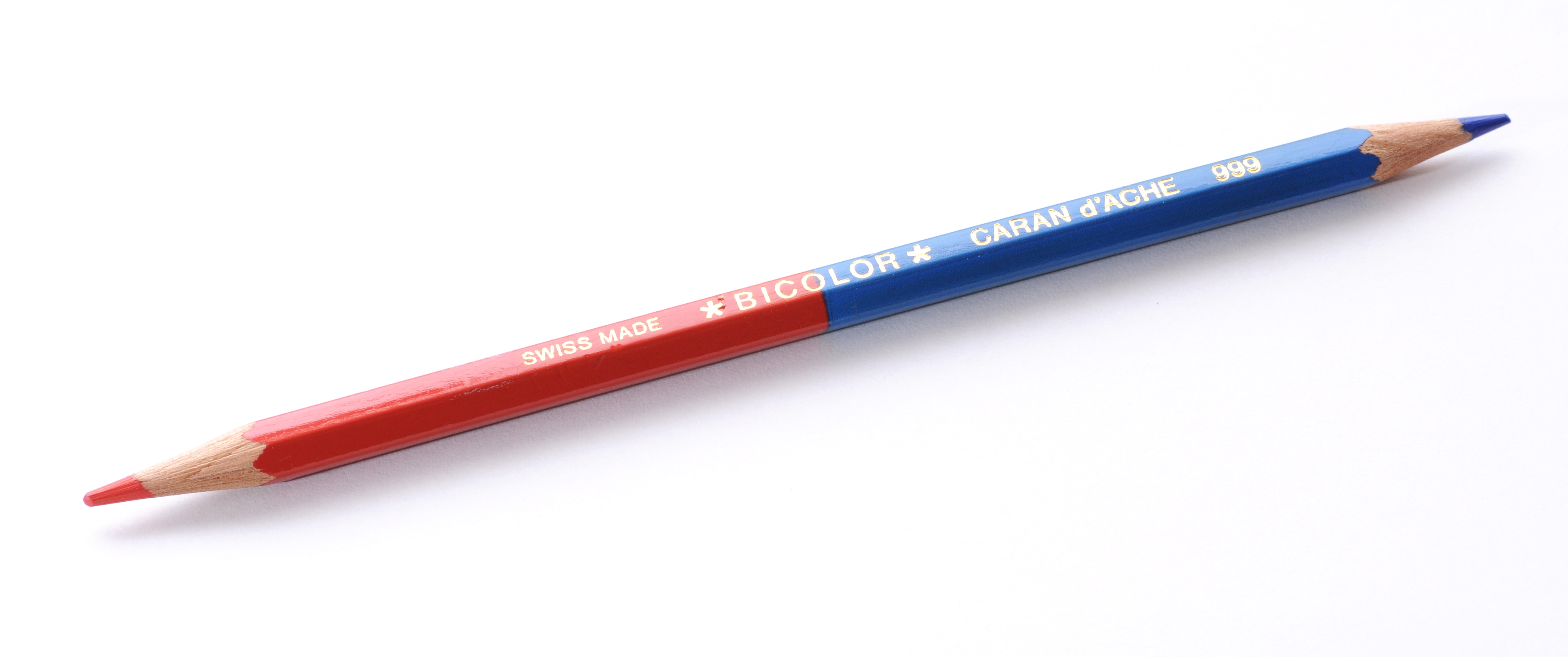
赤青鉛筆

鉛筆（えんぴつ）とは、筆記具・画材の一種。顔料を細長く固めた芯（鉛筆芯）を軸（鉛筆軸）にはさみこんで持ち易くしたものである。
一般に紙への筆記に使われ、消しゴムで修正できる特徴を持つ。鉛筆の片側の末端部分を削って露出させた芯を紙に滑らせると、紙との摩擦で芯が細かい粒子になり、紙に顔料の軌跡を残すことで筆記される。

## 名称
鉛筆は、明治初期の日本では「木筆」などとも呼んだが、のちに「鉛筆」と呼ばれるようになった。
一説に江戸時代の日本で石筆と似たものであるとして石筆と呼んでいたものが、のちに中国語で「lead pencil」（鉛の筆）を訳語し、それを借用して日本語に組み入れられたとされる。
英語の「pencil」の語源は、ラテン語で「尾」を意味する「penis」に縮小辞のついた形「penicillus」（ペニキッルス）であり、「小さな尾」「画筆」などの意味がある。ローマ時代には「画筆」などを指すのに使われたものが、中世フランス語経由で英語になったものである。なお、フランス語の「pinceau」は現在でも画筆を意味する。ペンを意味する「pen」はラテン語の「penna」（羽根）に由来する。この類似は偶然であり、語源上のつながりはない。
日本語で「鉛筆」という場合、機械式の鉛筆であるシャープペンシルは含まない。対して、英語で「pencil」という場合、「黒鉛を芯とする筆記具の総称」として機械式の鉛筆であるシャープペンシルを含むことがある。
なお、「鉛筆」という名称や、鉛筆の芯の材料の「黒鉛」の物質名から、「鉛筆には鉛が使われている」と信じている者がいるが、誤りである。鉛筆が使われるようになった初期のころはまだ化学知識が未熟であり、黒鉛は鉛の一種（かつてはblack leadという名前で呼ばれていた）だと考えられていた。シャープペンシルの芯を英語で「lead」（「鉛」の意）、鉛筆のことをドイツ語で「Bleistift」（「鉛、Blei」+「ピン/釘、stift」 =「鉛の筆記具」の意）、はたまた日本語で「鉛筆」と呼ぶのはこの名残である。18世紀末から19世紀初めにかけてようやく黒鉛が炭素からなる物質で鉛を含まないということが解明された。黒鉛は炭素の結晶であり、近代以降の黒鉛鉛筆の芯に重金属は用いられていない。
古い中国語でも、鉛筆の名があるが、これは鉛の粉末を塗沫する筆で、鉛粉毛筆の事である。

## 特性と用途
鉛筆は筆記・書写・描画・製図などに幅広く使用される。通常の鉛筆の筆跡は消しゴムを用いれば消すことができ、そのため公的な書類などには用いることができない場合も多い。その筆跡は、保管状況によっては数年経つと輪郭がぼやけ、掠れたような感じになる。これは、鉛筆の芯の主成分である炭素が顔料であり、紙の表面に付着するだけで、中までしみこまないことに由来する。特に色の濃い鉛筆の芯ほど擦れやすい。これを防ぐには、表面をフィキサチーフのような透明塗料で覆い、炭素の粒子を固定する必要がある。反面、鉛筆の筆跡はインクのように経年変化によって色が変化したり消えたりすることはない。また水分によって筆跡が滲まないため航海日誌の記述に用いられてきた。消去防止や湿式の複製を目的とした特殊な鉛筆として、水溶性色素を含んだ「インデリブル・インク鉛筆」や「コッピー鉛筆」と呼ばれるものもあるが、現代では稀な存在となっている。
書き味の軟かさや太さから、美術のデッサンや鉛筆画などにもよく用いられる。各種の顔料を油成分で固めて芯とした「色鉛筆」も事務から美術用に幅広く用いられる。これは黒以外もさまざまな色の線を描くための鉛筆であり、その筆跡は通常の鉛筆に比べて消しにくい。なお、消しゴムで消すことのできる製品もある。色鉛筆の中でも特に赤鉛筆は、原稿の校正や試験答案などの採点にしばしば用いられる。また、光学カメラを用いる印刷の原稿を作る際には、青鉛筆が用いられる。赤鉛筆と青鉛筆を棒磁石のように合体させた「赤青鉛筆」または「朱藍鉛筆」と呼ばれる、一方が赤色、もう一方が青色の鉛筆も販売されている。
「水彩色鉛筆」のように絵画用に特化しているものもある。これは顔料を水溶性の溶媒で練り上げた芯を用いた色鉛筆で、描いたあと、水を含ませた筆でなぞると水彩画のような風合いになる。また、芯を固形水彩絵具のように使用することも可能である。油脂分を増した『軟質色鉛筆（グリースペンシル）』は筆記可能な対象材質が幅広いのが特徴で、産業用固形マーカーやリトグラフ用描画材としても使われる。
その他の美術用鉛筆には、パステル芯を用いた「パステル鉛筆」や、木炭粉を固めた芯を用いた「チャコールペンシル」、コンテ同様にカーボンブラックやサンギュイン、セピアや白色顔料などを固めた芯を用いた「スケッチングペンシル」、これらの水溶性のものなどがある。黒鉛鉛筆は主原料の鱗状黒鉛に由来して筆跡が金属光沢を帯びる特徴が好まれるが、一方、色鉛筆などの黒色に主に用いられるカーボンブラックは金属光沢が少なく、黒みがより強い特徴がある。
日本では20世紀後半以降シャープペンシルが鉛筆を代替していったことで、筆記用としての需要は減少している。しかし、大学入試などでは、マークシートの読み取りミス防止のためにマークシートへの記入は鉛筆に限定されることが多く、マークシート読みとり機メーカーも、鉛筆で書くことを推奨している。ほかにも、手書きで楽譜を書くときなど、一つのペン先で太さの違う線が書けると便利なときなどには、あえて鉛筆が選択されることもある。また、学校の方針で、シャープペンシルを禁止している小学校も多い。
なお、眉などを描くための化粧用のものとして化粧用鉛筆や、建築用鉛筆などもある。

## 製品
鉛筆は1本単位で売られているほか、1ダース単位でも販売されている。製図用や工事用のような特殊なものもある。黒の単色のみで濃淡一組でセットとなっているものや、数色から数十色の色鉛筆がセットになっているものもある。
日本では、鉛筆の品質向上を目的に、1951年にJIS規格で「JIS Z 6605」という鉛筆の規格が定められた（1955年廃止）。鉛筆の規格化は諸外国に比べて早い。なお、1998年に、「鉛筆は伝統があり、技術的に成熟して安定した産業」という理由で、以後はJISマークを表示しないという業界内での決定があり、現在の主な鉛筆からはJISマークを表示していない。しかし、現在も多くの鉛筆はJIS規格に基づいて製造されている。2008年現在、有効な鉛筆に関するJIS規格は「JIS S 6006」である。
鉛筆で書いた線は消しゴムで消去することができ、鉛筆の末端に小さな消しゴムをつけた商品も存在する。なお、消しゴムが発明されたのは鉛筆と比べかなり後世になってからであり、それまではパン屑を用いて消していた。現代でも美術では通称「消しパン」と呼ばれるパンを用いてデッサンの描線などを消すことがある。

## 使用法

### 筆記法
鉛筆で筆記する際には通常、削られていない部分で先端に近い部分を親指、人差し指、中指の3つの指で持つ。
このとき、親指は人差し指に近い側の指の腹で、人差し指も指の腹で支え、中指は人差し指に近い側の指の側面で支える。そして人差し指に沿わせるようにする。指はあまり曲げないが、人差し指と中指を若干曲げる。鉛筆と記録する紙の成す角度は60°程度とする。このとき、小指の先は紙に接触させる。正しい筆記法（持ち方）を習得するために断面が三角形になっている幼児用鉛筆や、普通の鉛筆に取りつけて正しい持ち方を習得させるグリップも存在する。
鉛筆での筆記の際には、筆圧が必要以上に強いと芯が折れることがある。

### 削り方

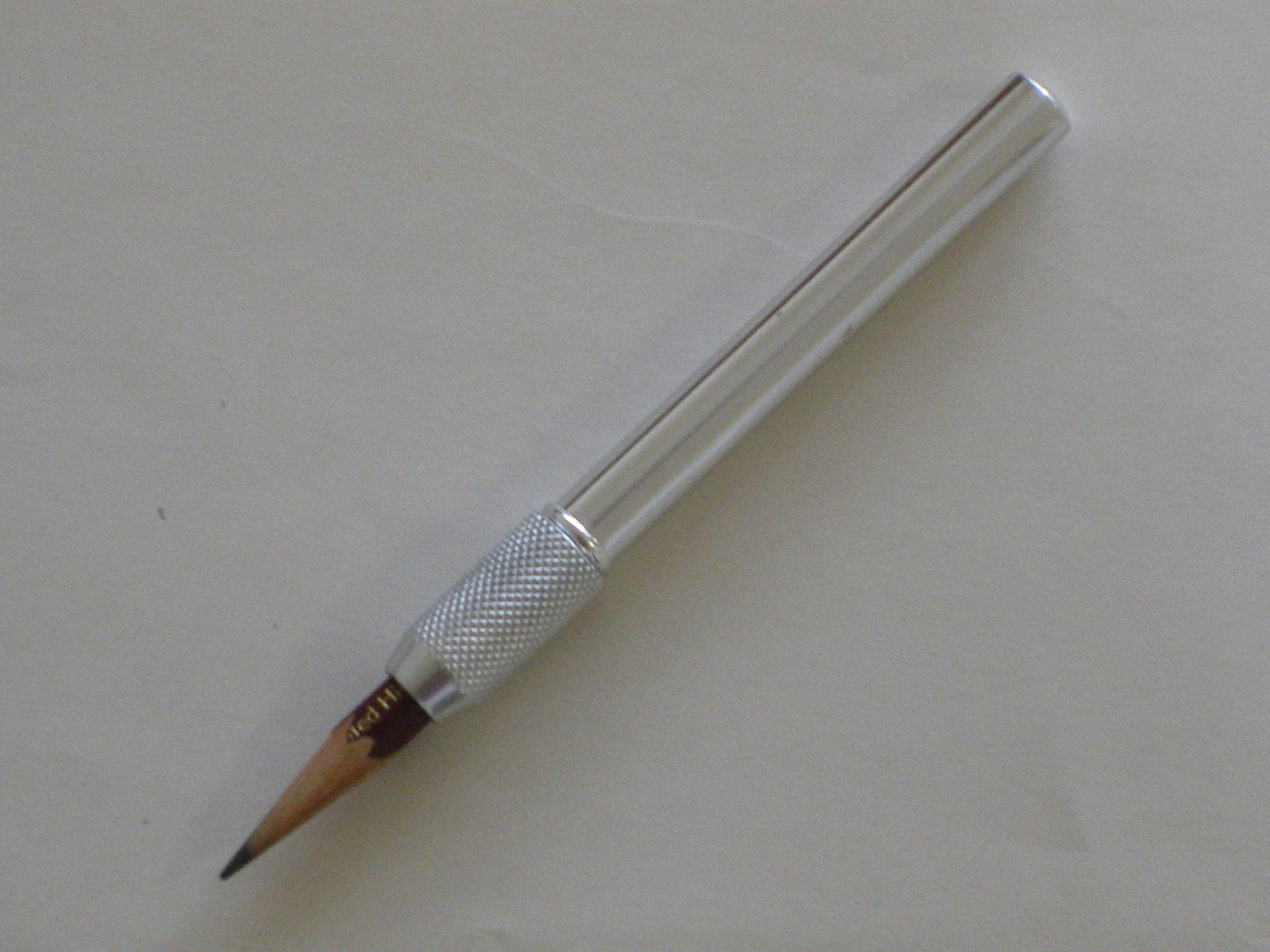
金属製の補助軸の使用例。短くなった鉛筆を補助軸に差し込み、グリップ部分にあるネジで固定して使用する。

鉛筆は使用に伴って芯が摩耗することで、芯の木材から出ている部分が小さくなり、あるいは芯の鋭さが失われる。この結果、描線が太くなり筆記しにくくなるため、木材と芯を削ることで芯の露出を増やし、その先端を鋭くする作業が必要になる。
鉛筆を削ることを繰り返すと、最後には鉛筆が短くなり過ぎて指で支持しにくくなり、筆記が困難となる。この状態が実用上の寿命である。ただし、測量などの激しい移動を伴う作業では、折れてしまう事故を避けるためにあえて短くなった鉛筆を用いることがある。
短くなった鉛筆を使えるようにするために、長さを延長するための金属やプラスチックの器具がある。短くなった鉛筆の削っていない側を差し入れて、筆記しやすくする。保存用のキャップを兼ねた短いものと、延長専用の長いものがある。後者にはペンシルホルダーや補助軸がある。これらにも、消しゴムつきのものがある。
日本およびアメリカの市販鉛筆は通常は削られておらず、使用する前に削る必要がある。これに対し、削られている状態で市販されている鉛筆を、「先付鉛筆」（さきづけえんぴつ）と呼ぶ。ヨーロッパの市販鉛筆は基本的に先付鉛筆である。
削る作業は、一般的に鉛筆削りと呼ばれる専用の器具、または肥後守やボンナイフなどの小型のナイフ、ないしカッターナイフが用いられる。
通常、HB・2B・3Hなどの硬さの表示のある方は削らない。こちらを削ると、使用時に硬さがわからなくなってしまうからである。
鉛筆を削る作業は時間がかかるうえ、専用の器具を使ったり削りくずが出たりするので、板書筆写中、試験中などに随時行うというわけにはいかない。そのため、削った鉛筆を複数本用意し、使用中に摩滅・芯折れすれば順次持ち換え、時間や手間に余裕のできたときにまとめて削るのが普通である。

#### ナイフでの削り方
鉛筆削りが普及する前には、鉛筆はナイフで削るのが一般的だった。その場合、鉛筆の先端2cm程度を先が細くなるように削る。芯の先も削り、尖らせる。
画材として使う場合は現在でもナイフの使用は一般的であり、摩耗が早いことや軸を寝かせて広い幅を塗る用法のため、筆記用よりも芯を長く削り出して使われる。
製図用として通常の円錐形ではなく、マイナスドライバーのようなくさび型に先端を削りだす方法もある。こうすると接地面が増えるため、使用中に先が丸くなりにくく線幅が安定する。また、一本の鉛筆で線の太さを描き分けることができる利点もある。

#### 鉛筆削り（器具）
鉛筆専用の鉛筆削りは、携帯用のものと卓上型のものがある。
携帯用鉛筆削り器の多くは、金属かプラスチックの小片に平らな刃を斜めに固定した簡易なものである。鉛筆を円錐形の削り穴に押しこみながら回すことにより、鉛筆の軸と芯が刃に沿って扇状に薄く削り取られる。右利きの人が使いやすいように鉛筆を時計回りに回転させるものが多いが、反時計回りに回転させる左利き用もある。
卓上型鉛筆削り機は現在は電動式も多くみられる。削り器の穴に鉛筆先端を押し込むだけで自動的に削られ、かつ、芯が尖ると自動的に動作を停止する。手動式は鉛筆をつかむクリップ部を一杯に引き出してストッパーで固定された状態から、クリップを開いて削り穴に鉛筆を挿入し、反対側のハンドルを回すものである。ばねの力で鉛筆が押し込まれており、芯が尖ると回転が軽くなり自動的に空回りするので、クリップを開いて鉛筆を引き出す。クリップ部はばねで元の状態に収納される。手動式は、軸にクリップによる傷がつくことがある。
卓上型鉛筆削り機の機構は、鉛筆の軸を固定しその周囲を芝刈り機のそれを小型にしたような円筒状の螺旋回転刃を旋回させるものが手動・電動問わず大多数を占め、先の説明もその機構の機器を想定している。そのほか、複数の平面刃を配した手裏剣のごとき回転刃を用い、刃体のほかに鉛筆を軸方向に回転させながら削るもの（ナイフによる鉛筆削りの動作を模している）や、鉛筆を固定し上記携帯式鉛筆削り器と同じ構造の機構部を動力回転させるものなどがある。
電動式・手動式いずれも下部の削りかす収納部に削りかすがたまるため、収納部が満杯になる前に削りかすを捨てないと故障の原因になる。また、螺旋回転刃式鉛筆削り機では6cm以下程度に短くなった鉛筆は削れず、携帯用鉛筆削り器やナイフで削るか廃棄することになる。それゆえに、補助軸を好んで用いる者は卓上鉛筆削り機を忌避し、ナイフを愛用する傾向がある。

#### 貧乏削り・泥棒削り
両端を削ることを地方によっては貧乏削り・泥棒削りと呼ぶ。前述したように、鉛筆は複数本用意するのが基本だが、鉛筆の両端を削れば2本分として使える。これを貧乏削りと揶揄する。貧乏削りは有効利用できる長さが短くなり不経済な使用法でもある。
学用品としての鉛筆は、削らない側の端部の一面の塗装を薄く削ぎ、露出させた木地面に氏名などを書くことがよく行われた。この記名は、盗んだ鉛筆を「貧乏削り」すれば違和感なく削り落とすことができる。そこで、そのような窃盗の証拠隠滅が疑われる使い方を「泥棒削り」と揶揄した。
なお、赤青鉛筆・朱藍鉛筆の場合には両端を削って用いられるのが普通であり、このような呼び方は用いられない。

#### 削らないで使うもの
芯出しを削らずに行う鉛筆もある。
ダーマトグラフ（グリースペンシル）
ワックス分を多くした芯を、紙巻きの軸で巻いた鉛筆。芯に木ではなく紙を巻きつけて作られたもので、一端に糸が仕込まれたものである。この糸を引くと外面に切れ目が入るようになっていて、決まった切り目から剥がしていくと、円錐形の先端に新しい芯がでるようになっている。金属・ガラスなど、通常の鉛筆では書けない表面にも書ける。軸が紙なのは、芯の熱膨張率が高く、芯が縮んだときに軸が変形しないと抜け落ちてしまうためである。
ロケット鉛筆（台湾鉛筆）
プラスチックで芯を保持した小さな鉛筆状のパーツが、円筒状のケースに複数収納されたもの。ケースの先から芯の部分が突出しており、ケースを保持して筆記する。芯が丸くなってきたらそのパーツを先端から引き抜き、ケースの一番後ろへ突き刺すことで中のパーツが順次押し出され、新しい芯が出てくる仕組みになっている。ただし、その構造上1つでもパーツを紛失すると使用できなくなる。複数の色の芯がワンセットになったものも存在する。名称の由来や、この名前が商品名なのか否かは不明。
歴史は1960年代の台湾にて、造船工人の洪勉之が、娘の鉛筆の束を見て「笠を積み重ねるように鉛筆も重ねることができれば、鉛筆が長いまま、削る手間も省けるのではないか」と考えた。その後、試作を繰り返し開発し、1964年に台湾で発明権利を取得した。この発明に目をつけた縫製工場の経営者が800万元で権利を買収する。さらに1967年には「白能文具公司」という会社を設立し、「Bensia免削鉛筆」として世界に向けて販売が開始され、のちに日本にも輸入され広まった。なお、日本では1972年に、コクヨから「テンシル」が発売された。
スコア鉛筆（クリップペンシル、ペグシル）
長さ10 cm、幅5 mm程度のプラスチックの軸の先端に長さ1 cmほどの芯が埋め込まれている鉛筆。使い捨てであり、削る必要がないため公営競技の投票券売り場やゴルフ場などに、マークシートへの記入やスコアの記録のためのサービスとして置いてある。アンケート用紙とともに配布されることも多い。

### 保存法
削られた鉛筆は、尖らせた芯の先が折れやすいことから、専用の鉛筆キャップをつけて保護するか、ペンケース（筆入れ、筆箱とも呼ぶ）に収めて保護する。鉛筆キャップには柔らかいペンケースに収納した際に消しゴムなど他の文房具を汚さないようにするためにも用いられる。卓上でペン立てに立てる場合は、削った芯を上になるように立てることが多いが、これは、芯がペン立ての底部にぶつかって折れるのを防ぐためであり、同時にペン立てに立てた鉛筆のどれが削ってあるかを判別するためでもある。
鉛筆立ては、芯の先端が底にぶつかる形状でなく、円錐状の削った形状に合わせた穴で面として受けるか、先端部に穴が空いていて芯はそこに突き出すような形で直接当たらない構造にすれば折れない。製造物責任法（PL法）の施行により、鉛筆の尖った先端を上にして挿すことで、その上に倒れ込んでけがをすることを防ぐ配慮から、上向きに挿そうとすると奥まで挿せずに倒れ、強制的に上向き挿しが不可能な構造にしたものがある。

## 構造
一般的な鉛筆の構造は、黒鉛と粘土を混ぜて焼いた鉛筆芯と、木材を張り合わせた鉛筆軸からなる。

### 鉛筆芯
鉛筆芯は黒鉛と粘土を練り合わせて焼き固めたものである。
鉛筆の芯は、電気伝導体である黒鉛を含んでいるため、電気を流すことができる。ただし、一般的に流通している鉛筆は芯の表面をコーティングしてあることが多いため、鉛筆の端と端をそのまま導線で結ぶだけでは電気が流れないことが多い。また、色鉛筆の芯は黒鉛を含まないため、電気を流すことはできない。
一般に、黒鉛が多く粘土の少ない芯は、軟らかく濃い。黒鉛が少なく粘土の多い芯は、硬く薄い。硬いものは芯が細く、軟らかいものは太い。色の濃さは気温の影響を受け、同じ硬度でも夏期には濃く、冬期には薄くなる。また、黒鉛の粒子を細かくすることで書ける距離を伸ばすことができ、一本の鉛筆で約50kmほどの線を引くことができる。

### 鉛筆軸

#### 材質
鉛筆軸は木材でできているものが多いが、リサイクルの観点から古紙を鉛筆軸に使用する製品もある。次のようなものもある。
プラスチック鉛筆
芯の周囲がプラスチックで覆われている。着色されていないものは樹脂が透明なので事務用ボールペンのように中の芯が透けて見える。
芯ホルダー
鉛筆の太さとシャープペンシルの使いやすさが合わさった筆記用具。製図に用いられることがある。芯は鉛筆と同様に専用の芯研器を用いて削ることもある。

#### 形状
軸の長さについては17.5cm程度のものが多いが、これよりも長いものもある。
軸の断面には円形、三角形、星型などいろいろあるが、正六角形がもっとも一般的である。この理由は、次のようなものである。
- 鉛筆の先は3本の指をほぼ等間隔にして持つため、断面が3の倍数角形や円以外だと、指が稜に当たってしまう。
- 正六角形の鉛筆は、同じ量の木材から多く作ることができる。円はそれに次ぐ（ただし、3の倍数に限らなければ、正方形がもっとも効率がいい）。
- 円形の鉛筆は、傾いた面に置くと転がってしまう。

赤鉛筆を含む色鉛筆の軸の断面は、円であることが多い。この理由は、次のようなものである。
- 色鉛筆の芯は黒鉛の芯より強度が劣る。円形の断面は、芯と表面の距離が近い方向がないため、芯に衝撃が伝わりにくい。
- 色鉛筆は絵画に使うことが多く、さまざまな持ち方をするため、稜が邪魔になる。

正三角形の鉛筆は、主に幼児に鉛筆の持ち方を指導するために使われる（「かきかたえんぴつ」「もちかたえんぴつ」など）。その形から「おにぎりえんぴつ」とも呼ばれる。
受験生向けの縁担ぎとして、「合格」に掛けた、断面が正五角形の「五角」鉛筆がある。後述を参照

## 硬度表記

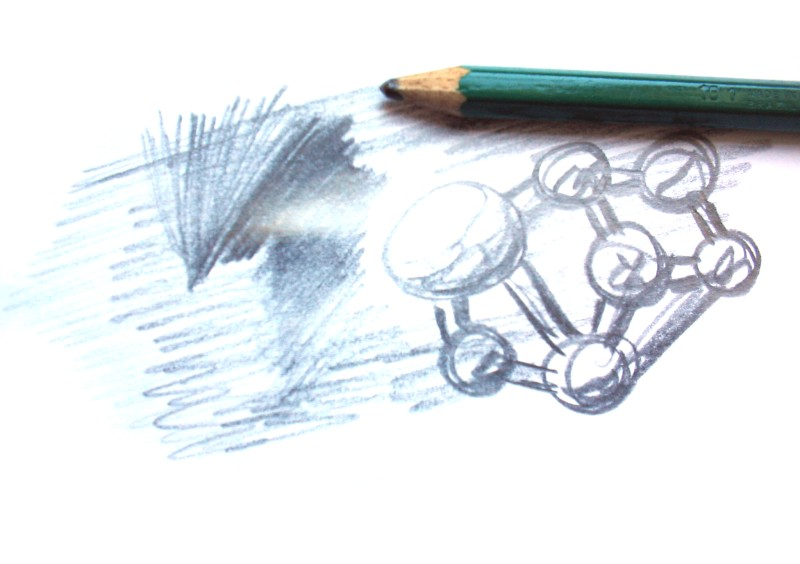
6Bの鉛筆とそれを使って書いたもの

硬度表記を考案したのは18世紀末のニコラ・ジャック・コンテである。当初、コンテは、芯の硬さに番号をつけ、一番硬いものを1とし、軟らかくなるにつれて番号を増やして表したが、この方式は普及しなかった。
HとBの記号を最初に使ったのは、19世紀初めのロンドンの鉛筆製造業者ブルックマン社（Brookman）である。Bより濃いもの、Hより薄いものは、当初BBやHHと表したり、2Bや2Hと表した。HBはのちにHとBの中間として使われはじめた。Fはさらにその後にHBとHの間を表す記号として考案された。1830年代末までには、BBからHHHまでのHBとFを含む7種類の鉛筆を作る業者が出現した。濃さの表記は当初はさまざまな表記があり混乱したが、現在はほぼこの形に落ち着いている。なお、HはHard、BはBlack、FはFirm/Fine（しっかりした/細い）を意味している。

### ヨーロッパでの表記
ヨーロッパでは硬さを10B - 10Hに区分する。また実際の硬さもJISとは異なる。
|     |    |    |    |    |    |    |    |    |    |   |    |   |    |    |    |    |    |    |    |    |     |
| 10H | 9H | 8H | 7H | 6H | 5H | 4H | 3H | 2H | H  | F | HB | B | 2B | 3B | 4B | 5B | 6B | 7B | 8B | 9B | 10B |
| 硬  | →  | →  | →  | →  | →  | 並 | 並 | 並 | 並 | → | →  | → | →  | →  | 軟 | 軟 | 軟 | 軟 |    |    |     |

### アメリカ合衆国での表記
アメリカ合衆国では、硬さを番号でつけている。ただし、ニコラ・ジャック・コンテとは番号のつけ方が逆である。対応表は以下の通り。
- #0 = 2B
- #1 = B
- #2 = HB
- #2½ = F
- #3 = H
- #4 = 2H

Fの表記方法に混乱があるのは、2 1/2という表記法が商標登録されていることに由来する。「#2」が最もよく使用される。また「#2½」は、「#2 2/4」「#2 4/8」「#2.5」「#2 5/10」と表されることもある。

### ロシア連邦での表記
Tはтвердый;、Мはмягкий;、ТMはтвердо-мягкий.を表している。
- 3M = 3B
- 2M = 2B
- M = B
- TM = HB
- T = H
- 2T = 2H
- 3T = 3H

### 日本での表記
1942年から45年ごろまでのきわめて短い期間、ローマ字による硬度表記を敵性語とし、漢字表記に置き換えた。この時期の表記と現在の表記の対応表は以下の通り。
- 六軟 = 6B
- 五軟 = 5B
- 四軟 = 4B
- 三軟 = 3B
- 二軟 = 2B
- 一軟 = B
- 中庸 = HB
- 一硬 = H
- 二硬 = 2H
- 三硬 = 3H
- 四硬 = 4H
- 五硬 = 5H
- 六硬 = 6H
- 七硬 = 7H
- 八硬 = 8H
- 九硬 = 9H

JIS S 6006では芯の硬さの種類を表す記号を定めており、軟らかい方から順に6B、5B、4B、3B、2B、B、HB、F、H、2H、3H、4H、5H、6H、7H、8H、9Hの17種類が存在する。
ただし、美術・製図・書写用鉛筆ではJIS規格を超える硬度を持つ製品もあり、三菱鉛筆が10Bから10Hまでの全22硬度の製品を2008年から製造しているほか、ステッドラーが12Bから10Hまでの全24硬度の製品を2019年から製造している。また、販売元でもさいたま市の三菱鉛筆埼玉県販売ではオリジナルの10Bを「筆鉛筆」として販売している。
小学校ではHBやBが用いられ、それよりも濃い鉛筆は硬筆書写に用いられることが多かった。しかし、筆圧低下や滑らか志向などの背景もあり、小学校では新入生が使用する鉛筆に2Bを指定する学校が増加している。
三菱鉛筆の統計によると、出荷ベースで1994年にHBが46%、B22%、2B19%だった比率は、2014年には2B44%、B21%、HB20%となった。トンボ鉛筆の統計でも、硬度別の販売数量は1999年にはHBが43%で2Bは22%だったが、2019年には2Bが51%となりHBは20%にまで半減している。また、トンボ鉛筆の学童用売上数量も、2Bは1999年の約50%から2019年には約70%となったのに対し、HBは2005年頃から10%を割り込み、さらに硬いHはほとんど生産されなくなっている。
なお、マークシートを読み取るOCR装置やOMR装置は赤外線の反射率を識別に用いているため、赤外線をよく吸収する炭素を他の筆記具よりも多く含むこと、その炭素含有量を硬度で指定できることなどから、マークシート記入には鉛筆が適しており、マークシートへの記入筆記具として硬度とともに鉛筆が指定される。硬度はHB以上の柔らかさを指定されることが多く、マークシート記入用の鉛筆も市販されている。なお、マークシートが使われている大学入学共通テストでは、H、F、HBの黒鉛筆の使用が指定されている。 
そのほか、塗膜の硬度試験にもJIS規格として鉛筆が指定されており、塗装硬度の評価は鉛筆の芯の硬さである6B - 6Hで評価される。測定方法として鉛筆を塗装面に押しつける角度や強さ、先端の削り方などが詳細に規定されている（JIS K 5600-5-4（ISO/DIN 15184））。

## 製造法
根本的な製造法は、コンテの時代からほとんど変わっていない。

### 芯
芯は、黒鉛を湯と混ぜ、不純物を沈殿させる。粘土も同様にして不純物を取り除く。粘土は主原料を固結させるために用いるが、砂が少なく、粒子が微細なものが要求される。いずれも絞って水分を除いたのち、2つをあわせ、水を混ぜてこね合わせる。比率は硬さによって異なるが、硬さがHBである場合はおよそ7:3の割合で黒鉛が多い。このあとに長く延ばして乾かす。現代の断面が円い芯は、芯押し機で細い穴から押し出す方式がとられる。次にこの生芯を焼き上げる。焼く時間は粘土の性質によって異なる。焼きあがった芯は油などに入れられる。これは主になめらかに書けるようにするためである。油加工といい、その芯を油芯という。

### 軸
軸になる木は最初は平板の形をしている。これに、芯を入れるための数本の溝が彫られ、接着剤が塗られる。溝に芯を置き、上から同じ形の板を逆さまに向かい合わせにかぶせるように置いて圧着させる。
日本・アメリカでは木は北米産「インセンスシダー（ヒノキ科）」が使われ、インドでは「ヒマラヤスギ（マツ科）」が使われる。接着剤は初期にはニカワが使われた。
木材を「スラッド」と呼ばれる板に加工された後、細長く切り分けると断面が正六角形になるように片面ずつ削られ、ついで1本1本の鉛筆に切り分けられる。次に塗装と印刷が施され、鉛筆としてはほぼ完成する。断面が円い鉛筆は、六角形のものに比べて無駄になる木材が多いため、あまり製造されていない。
鉛筆の軸は正六角形などの角張った形状が一般的であるが、色鉛筆に限れば角がなく円い断面のものが多い。色鉛筆の芯は衝撃に弱く折れやすいことから、衝撃を受けた際のエネルギーを均等に分散させやすい形状として円い断面が選ばれている。
その他
消しゴムつき鉛筆の場合は、鉛筆の先端に金属の鐶「フェルール」がはめられ、次に消しゴムがつけられる。鐶の内面に凹凸があり、これで鉛筆と消しゴムを固定している。

## 歴史
古代、文字は鉛を動物の皮などにこすって記述した。のちに、細長い鉛と錫の合金（はんだ）を用い、外側に木軸を巻きつけた、現在の鉛筆の原型が作られた。これと同じ原理の銀筆などは、現在も美術家が使用している。やがて芯の部分が黒鉛に変わり、削って使うようになったことで現代の鉛筆の原型ができあがったと言える。
黒鉛を使った鉛筆が最初に記述に現れるのは、1565年に、スイスのドイツ系博物学者コンラート・ゲスナー（ドイツ語: Conrad Gesner）の『とくに石と岩にふくまれる化石の形とイメージについて』である。ゲスナーが使用した鉛筆の本体は丸い筒状の木でできており、先端に黒鉛の小さな塊を詰めるものだった。黒鉛がなくなると新しいものを詰めた。本に記載するくらいには珍しかったようだが、記述によればゲスナー自身はしばらく前からこの道具を使っていた。野外で化石を記録する際、インクつぼの不要な鉛筆はゲスナーにとって大変に便利だった。
16世紀の終わりには、イギリスのボローデールでカンバーランド黒鉛鉱が発見され、鉛筆が作られるようになった。ゲスナーのものも、芯はカンバーランド産黒鉛（英語: Borrowdale lead）である可能性が高い。1610年までには、ロンドンの市場で鉛筆は普通に売られていた。初期のものはゲスナーの使ったもののような、木や金属で作った軸の先に、黒鉛の塊を詰めるものだった。黒鉛を木で挟んだり、針金で巻いたようなものも存在した。
2枚の細長い木の板の間に、芯となる細長い黒鉛の棒を挟んで固定した、現代のように削って使用する鉛筆は、1616年までに発明された。
記録に残るこの種の鉛筆の最初の製造業者は、ドイツのニュルンベルクに住むフリードリッヒ・ステッドラー（Friedrich Staedtler、のちのステッドラー社の創業者の先祖にあたる）で、1662年に町当局に鉛筆製造許可願いを出したが、町はこの仕事は指物師のものだとして却下した。しかし、1675年には、ステッドラーと同業者は、鉛筆製造業者のギルドを作ることを許されるようになっていた。
削って使う鉛筆は当初、芯は四角く軸は八角形だった。ただし、初期は指物師が鉛筆を作ったので、製造者によっては円形や六角形のものを作った者もいる。長さは6インチまたは7インチで、幅と厚さは1/3ないし1/2インチだった。現代のものと大差ない。
黒鉛はイギリス特産で、この時代、鉛筆はイギリス産のものが多く使われた。また、輸出産業を保護するため、しばしばイギリスは黒鉛を禁輸にし、完成品の鉛筆のみを輸出する政策をとった。イギリスの黒鉛鉱は19世紀までに掘り尽くされ、現在では中国、ブラジル、スリランカなどで地下から黒鉛を採掘している。初期の鉛筆は、末端部分の削ってしまうと持てなくなり捨てる部分には最初から芯を入れず、途中までしか芯は詰められなかった。この工夫は19世紀まで続いた。
鉛筆が普及し、黒鉛が不足すると、黒鉛を節約し、黒鉛くずも活用する方法が考えられた。最初の着想は1726年までにドイツで実現された。黒鉛くずと硫黄をまぜて溶かし、固めるというものだったが、筆記時に引っかかりが生じて滑らかな筆記性に欠け、のちにカルノー式鉛筆が登場するとすぐに消えた。
20世紀の終わりに、日本で伊達政宗の墓所・瑞鳳殿から鉛筆が発見された。これはゲスナーの使ったのとほぼ同じ構造だったが、芯は練って作ってあった。政宗の鉛筆は1636年までには製造されていたと考えられるため、練って作る芯の使用は少なくとも90年はさかのぼることになった。
1770年に、イギリスで消しゴムが発明された（それまでは古くなったパンが使われていた）。
1790年にオーストリアのen:Joseph Hardtmuthがウィーンでen:Koh-i-Noor Hardtmuth社を設立した。1793年にイギリスとフランスの間でフランス革命戦争が起きると、フランスに黒鉛と鉛筆が輸入できなくなった。戦争大臣のラザール・カルノー は、技師・発明家のニコラ＝ジャック・コンテ（Nicholas-Jacques Conté）に代替品の開発を命じた。1795年にコンテは、黒鉛と粘土を混ぜて焼いて作るという、現在と同じ仕組みの芯を開発した。コンテの開発した方法では、黒鉛を大幅に節約でき、また黒鉛くずも利用できた。さらに、粘土の量によって芯の硬さや書く文字の色の濃さも変化させることができるようになり、鉛筆は必要に応じて硬度別に生産されるようになった。またコンテは1798年にパリで催された世界初の国内博覧会で、黒芯の発明により賞を受賞した。1802年、en:Koh-i-Noor Hardtmuth社は黒鉛と粘土から鉛筆の芯を製造する特許を取得した。1848年にKoh-i-Noor Hardtmuth社の工場はチェコに移転し、製造原価を低くすることに成功して大衆に鉛筆を普及させることになった。
1839年、ドイツのローター・ファーバーはコンテの黒芯を用いて現在と同様の六角形の鉛筆を開発するとともに、鉛筆の長さや太さ、硬さの基準を設けた。彼はまた初めて会社名を鉛筆に刻印した。この功績からファーバーは男爵の爵位を授かり、王室顧問にも就任した。彼の会社は現在もファーバーカステルとして鉛筆をはじめとした筆記具を製造している。
アメリカのハイマン・リップマン（Hyman L. Lipman）は、1858年3月30日に消しゴムをニカワで鉛筆に固定させる消しゴムつき鉛筆を発明した。リップマンはこの特許をジョセフ・レケンドーファー（Joseph Reckendorfer）に10万ドルで売り莫大な富を築いた。ジョン・エバーハード・ファーバー（John Eberhard Faber, 1861年にニューヨークでエバーハード・ファーバー社を創業）はこの特許の前に、金属片を押しつけて鉛筆に消しゴムをつける方式を考案し、別に特許をとった。この2者の間で特許紛争となったが、連邦最高裁は、消しゴムつき鉛筆自体に新規性が認められないとし、両方の特許を無効とする判決を下した。
鉛筆削りは19世紀の終わりに発明された。ポケットに入れられる小さなものが若干早く市場に出た。机に設置する大きなものは少し遅れて開発された。当初は、ハンドルを回すことによってヤスリが回転するという仕組みだった。
1870年代までは、鉛筆の芯は四角のままだった。また、19世紀中ごろまでは、鉛筆の形も八角形のものが主流で、外見は17世紀のイギリスのものからほとんど変化しなかった。ファーバーが基準を定めたのち、19世紀末までには、鉛筆の形は円、六角形または三角形になり、芯も丸くなった。八角形で芯が四角いものは、工程上芯が中央からずれる場合があり、その場合鉛筆削りではうまく削れなかったので次第に消えていった。三角形のものは製造工程の都合上安価にできず、あまり普及しなかった。
1889年、パリ万国博覧会では、現代的な六角形で合成黒鉛の芯を使った安価な鉛筆として、木部にシダー（Cedar）を用いた『Koh-i-Noor Hardtmuth社製の黄色い鉛筆』が評判となり、その後の鉛筆の形状ができあがった。

### 日本の鉛筆の歴史
日本には、17世紀に製造された鉛筆として、徳川家康の鉛筆と伊達政宗の鉛筆が残っている。当時の鉛筆のつくりは現代のものとほぼ同じだった。しかしそのころは定着せず、本格的に輸入が始まるのは19世紀後半、明治時代になってからだった。明治初期の日本では鉛筆の需要は少なく、東京や横浜の輸入品専門店で少量が売られるのみだった。
日本での鉛筆製造は、1874年にウィーンで鉛筆製造技術を学んで戻った2名の政府伝修生の井口直樹と藤山種重によって製造法がもたらされ、同年に小池卯八郎によって始められたとされる。小池の製造は1890年までは続いたがその後は記録がない。このほかにも若干の製造者がいた。1875年に、大阪福島の耐火煉瓦製造会社「盛秀館」の田中盛秀が郷里の鹿児島で黒鉛の産地を発見し、当地に文具製作所を設立し、鉛筆製造を始めた。1875年、石川県江沼郡富士写ケ岳片谷村（へぎだにむら）に良質の黒鉛が見つかり、旧大聖寺藩士の飛鳥井清らが旧士族の柿沢理平に鉛筆の製造法を学ばせ、 1877年加賀市大聖寺松島町付近に加州松島社を設立し、翌1878年12月に試作品製造に成功、1882年には外国製に劣らない製品とされ、翌1883年アムステルダム万博に出品し第一級第一等賞を得ている。現在まで続く製造業者は後述する真崎鉛筆製造所がもっとも古い。
このほか、安政年間に仙台の士族樋渡源吾が少量の鉛筆を生産し売ったという記録もある。
日本で最初の鉛筆の量産は、1887年に東京の新宿で、真崎鉛筆製造所（現在の三菱鉛筆）創業者・真崎仁六（まさき にろく）によって開始された。日本では長く文書を毛筆で書くしきたりがあり、鉛筆の普及は遅れた。1885年（明治18年）に英語教育に関する書籍が相次ぎ発刊され、同年に大量の鉛筆がアメリカから輸入された。このころから学校では徐々に鉛筆が使われはじめるようになった。

なお、この会社は三菱財閥とは昔も今もまったく関係がなく、「三菱マーク」は真崎鉛筆が1903年（明治36年）、最初に商標登録をして使用し、三菱財閥の商標登録に11年先んじていた。両者の商標登録は互いに競合しない商品種別であり、今日まで共存している。
1901年（明治34年）に、逓信省（のちの郵政省、現在の日本郵政グループ）が真崎鉛筆を採用した。郵便局内のみとはいえ、全国に鉛筆が供給されるようになった。
1908年（明治41年）には電信取扱所でも筆墨を廃止し、鉛筆の使用を切り替えるなど追随した。
この後、1920年（大正9年）までに小学校で毛筆から鉛筆への切り替えが順次行われ、一般生活に深く浸透するようになったと考えられている。
イギリスの次に鉛筆生産国になったのはドイツで、20世紀初期まで、主な鉛筆輸出国はドイツだった。しかし、第一次世界大戦が起きるとドイツ製鉛筆が入手できなくなり、1915年（大正4年）ごろからは日本製のものが世界で使われ、日本の主要輸出品の一つになった。ただし、日本製のものは両端にしか芯のないキセル鉛筆などの粗悪品が多く、国際的には評価が低かった。
しかし、1919年（大正8年）、第一次世界大戦終結時のベルサイユ条約締結の場では、ドイツ製の鉛筆ではなく日本製の鉛筆が用いられた。
第一次大戦が終わると粗悪品で信頼が落ちた日本製品の輸出は極端に低下したが、1930年代になるとまた増加し日米で鉛筆貿易摩擦が起きるほどになった。しばらくはドイツと日本が主な鉛筆製造国だったが、第二次世界大戦の影響で、1940年代はどちらの国も輸出がほぼ止まった。輸出復活は戦後を待つことになる。
印刷つき鉛筆は、1949年（昭和24年）に日本のトンボ鉛筆が最初に製造した。これ以前の印字は箔押しだった。精巧な曲面印刷技術を用いたものは、1951年（昭和26年）までに、日本の伊藤意匠研究所（現在のいとう鉛筆意匠）創業者伊藤一喜と本多鉛筆印刷の本多信によって始められた。これにより、社名などを印字した贈答用鉛筆が多く作られるようになった。
戦後の鉛筆メーカーは、国内各地に中小企業が存在しており、1950年の東北地方だけでも青森県内1社、岩手県内2社、山形県内2社が存在していた。鉛筆の芯は、東京芯工業協同組合などが供給を行っていた。
1990年代半ば以降学齢人口の減少、シャープペンシルの利用増、ワープロ・パソコンの普及などが原因で鉛筆の需要は大きく落ち込んでいる。
雑貨統計によれば、日本の輸出量は1950年（昭和25年）ごろが最大で188万グロス、1997年は45万グロス、日本製鉛筆の生産高は1966年ごろが最大で962万グロス、1997年（平成9年）は367万グロスである。
1998年（平成10年）には、労働省（現在の厚生労働省）が「事務用品の買い控えによる生産量の減少」を理由として鉛筆製造業を「雇用調整助成金の指定業種」に指定した。

#### 徳川家康の鉛筆
徳川家康の鉛筆は、現存する日本でもっとも古い鉛筆で、削る種類のものである。
鉛筆は、久能山東照宮で、硯箱に入った状態で発見された。硯箱は1664年に作られた宝物目録『具能山御道具之覚』に記載があるが、鉛筆の記載はない。硯箱に入っていたことから、家康のものとされる。
鉛筆は長さ11.7cm、芯の長さ6cm、先端は削ってあり、太さ0.7cm、重量6g。産地は日本国内ではなく、はっきりしない。黒鉛はメキシコ産に質が似ている。軸木は、中米かフィリピン産とされる。製品そのものは、ヨーロッパ製である可能性が高いと考えられている
。

#### 伊達政宗の鉛筆
鉛筆は、政宗の墓地である瑞鳳殿の発掘調査団長・伊東信雄により発見された。政宗の鉛筆は、先端に黒鉛の塊を詰めるもので、原理的にはゲスナーの使用したものに近い。
政宗は1636年に死去し、副葬品の中から見つかったため、政宗の愛用品と考えられている。発掘は1974年に行われ、鉛筆は発掘品の中から1988年に発見された。
鉛筆は全長7.4cm、太さ0.4cm、芯は先に詰めてあり、芯の長さ1.3cm、最大直径0.43cm。キャップがついていた。キャップは木製で長さ3.0cm、直径0.6cm。鉛筆はさらに木筒に収められた状態で発見された。軸の素材はササで、日本産かその近縁種。芯は何かで固めてあるが、当時ヨーロッパで使われたと考えられる硫黄やアンチモンは検出されなかった。黒鉛の産地は不明である。
輸入品の鉛筆を愛用した政宗が、配下のものに命じて自分の使いやすいものを作らせた可能性がある。
政宗の鉛筆は発掘後に極端に風化し、現在は原形を留めていない。しかし、完全に風化する前に複製品が作られ、仙台市博物館、日本文具資料館（東京都台東区柳橋）、三菱鉛筆に存在している。

## デザイン
現在はユニークな形状をしたものなど、さまざまな工夫を凝らした鉛筆が発明・開発・販売されている。
合格鉛筆
軸の形が五角形の鉛筆。五角形の「五角」と「合格」を掛け合わせてある。合格祈願の神社で売られていることが多く、外面の木材には合格を祈った格言などが刻んであるものも多数ある。なお、格言・和歌などが書かれた鉛筆を実際の試験で使用した場合、試験によってはカンニングとみなされる場合がある。大学入学共通テストの場合、受験案内に使用を禁止する旨の記載がある。
自作鉛筆
鉛筆の製造時に大量発生するおがくずを再利用した、乾いて固まると木になるという性質を持つ粘土を利用して製作するキット。北星鉛筆が開発した。現在「もくねんさん」という名前で発売されている。粘土を自分の好きな形に形成し、その中に芯となる部分を組み込めば鉛筆が作れる。鉛筆としての利用よりも芸術としても利用できるとして、新たな鉛筆の試みとして大阪ほんわかテレビなどでも特集された。
ゲーム要素を取り入れた鉛筆
鉛筆ごとにキャラクターおよびその体力値が割り振られており、各面には相手の鉛筆のキャラクターに対する攻撃内容などが書かれている。複数人で、交互に鉛筆を転がしていき、相手のキャラクターの体力値をなくすようにして遊ぶ。例としてTVゲーム・ドラゴンクエストシリーズのキャラクターを使った「バトルえんぴつ」がある。派生アイテムとして、キャップや消しゴムなども存在している。
曲がる鉛筆
芯のまわりは木材ではなく、ゴム状のもので覆われている。芯まで軟らかくなっているため、紙などに筆記する際には芯まで一緒に曲がってしまう。そのため、非常に書きにくく、色も薄い。あくまで見た目や感触を楽しむものである。

## 製造元

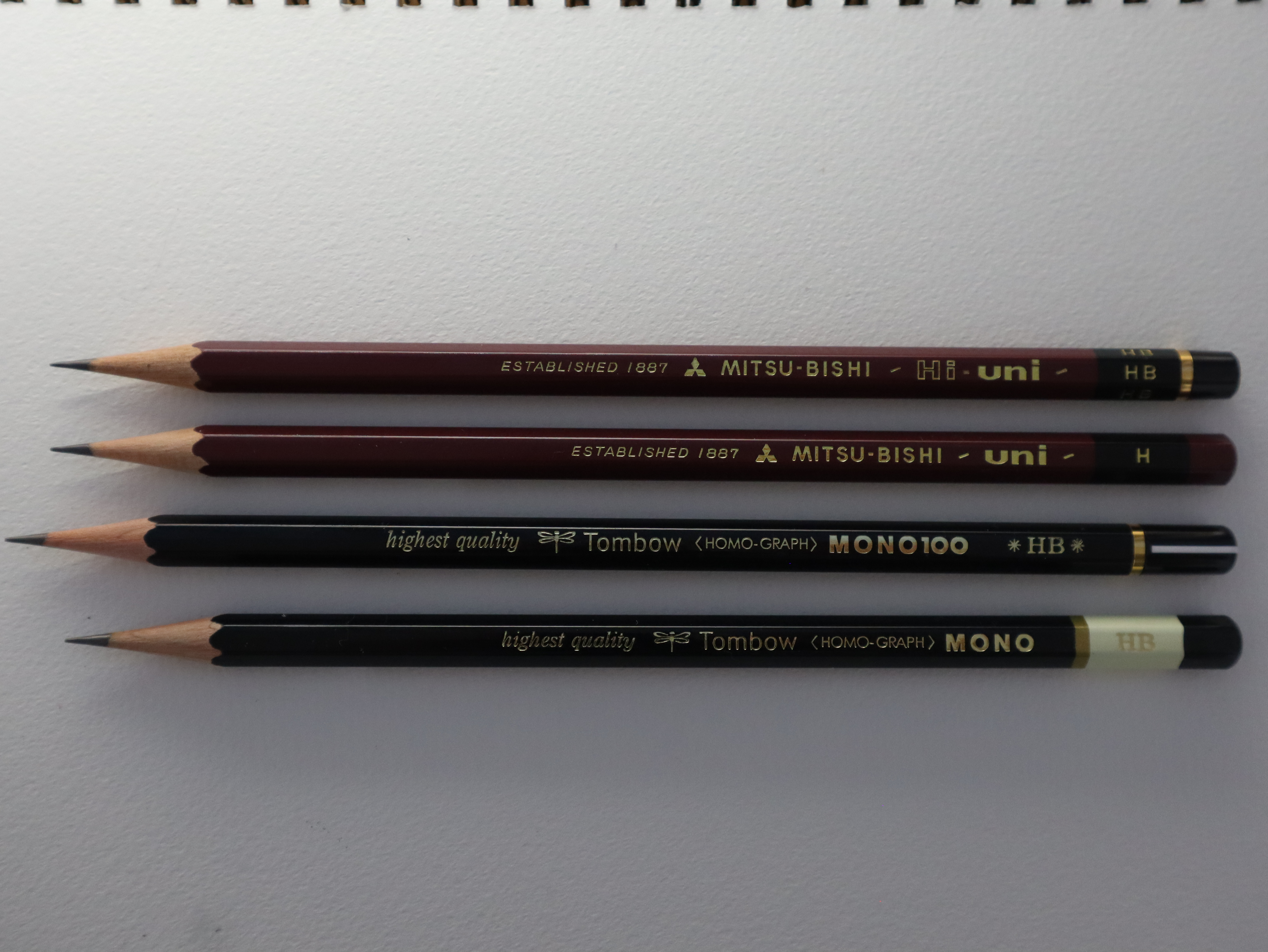
三菱鉛筆 Hi-uni
三菱鉛筆 uni
トンボ鉛筆 MONO100
トンボ鉛筆 MONO

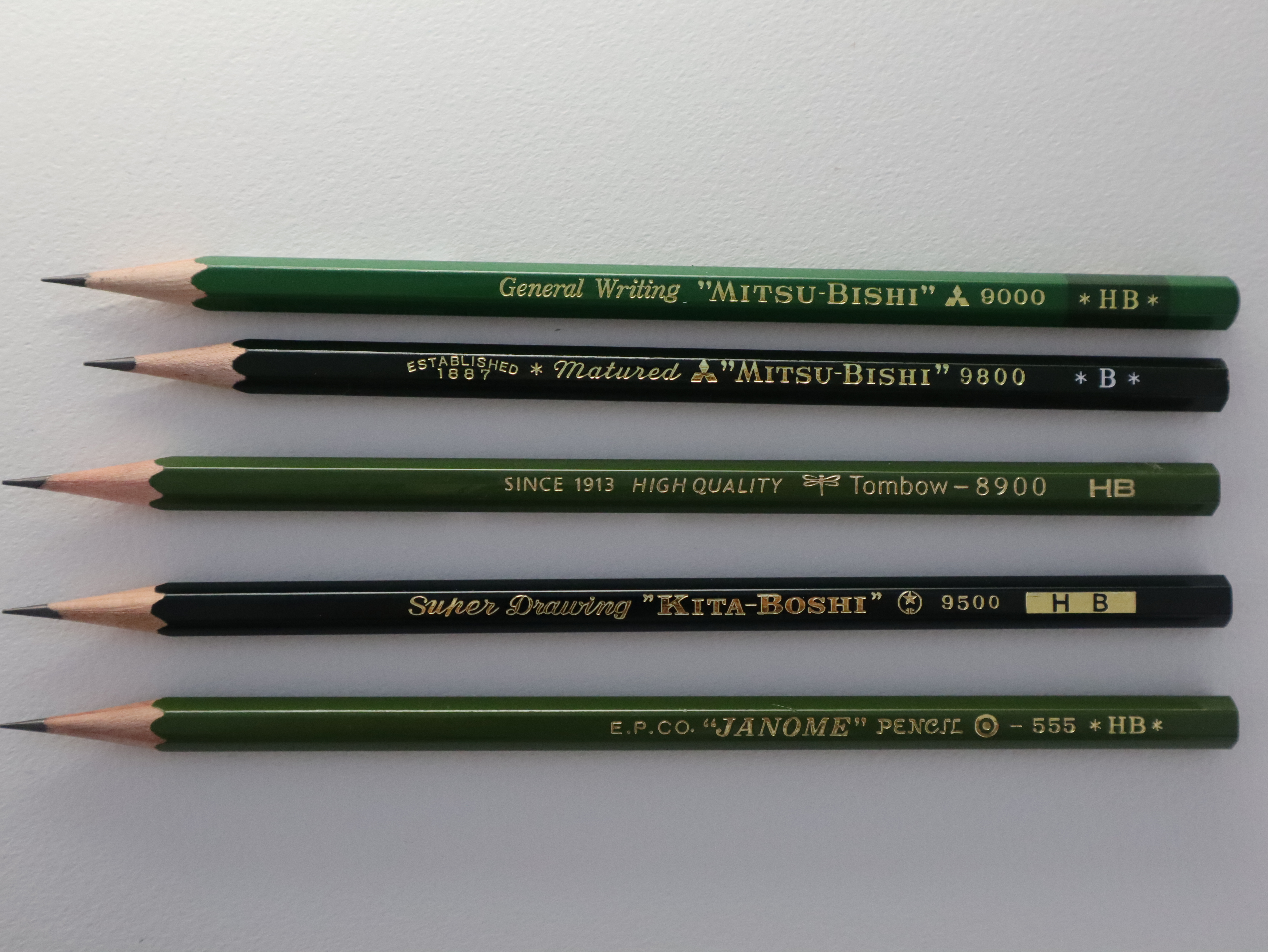
三菱鉛筆 MITSU-BISHI 9000
三菱鉛筆 MITSU-BISHI 9800
トンボ鉛筆 Tombow 8900
北星鉛筆 KITA-BOSHI 9500
アイボール鉛筆 JANOME 555

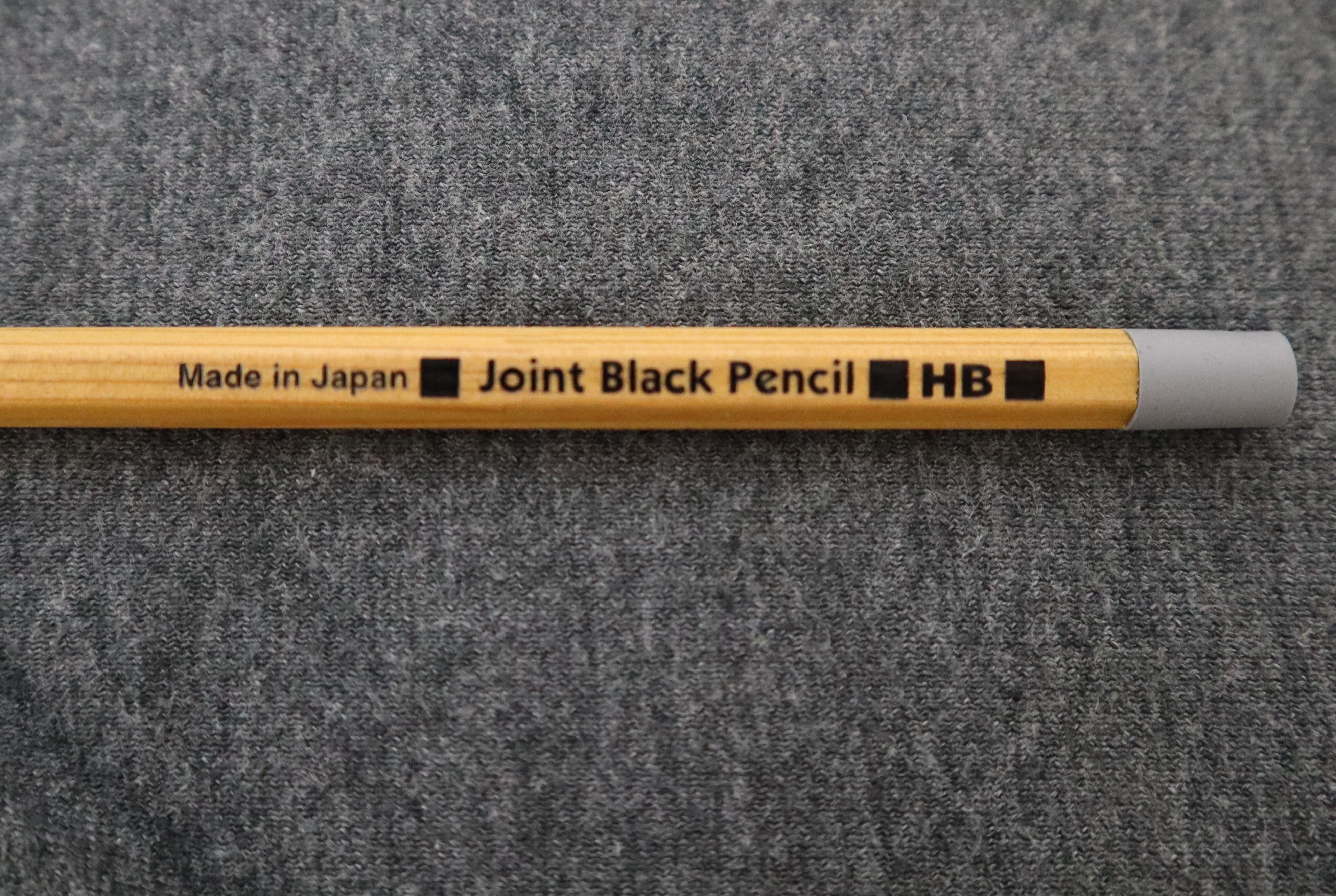
キャメル鉛筆製作所
Joint Black Pencil

### 日本
2020年代には30社程度の製造業者が存在するが、かつては200社以上が存在したとされる。文化用品工業便覧によれば、昭和20年代には分業も含め110社の製造業者が存在した。
鉛筆製造会社は「一貫作業」「木工・塗・仕上作業」「塗・仕上作業」「芯専業」の4つに大きく分かれる。また、鉛筆生産資材としての主要なものは、黒鉛、粘土、重油（芯原料）、木材、膠、糊料、塗料、金属粉（仕上原料）、板紙、印刷紙、糸（包装原料）等であり、専門の製造会社が担当している場合も多々ある。
現在、大手としては「三菱鉛筆」と「トンボ鉛筆」がある。昭和10年代には「三菱鉛筆」・「地球鉛筆」・「月星鉛筆」・「トンボ鉛筆」・「ヨット鉛筆」の5社が、昭和20年代には「三菱鉛筆」・「トンボ鉛筆」・「ヨット鉛筆」・「コーリン鉛筆」・「地球鉛筆」・「森彌鉛筆」の6社が大手とされた。
- 三菱鉛筆 - 1887年創業。製品に「ユニ」シリーズなど。
- トンボ鉛筆 - 1913年創業。製品に「モノ」シリーズなど。
- 北星鉛筆 - 月星鉛筆の設備を継ぎ1951年設立。家業として1909年頃より鉛筆用板材を、1913年より鉛材を製造[注釈 2]。
- アイボール鉛筆 - 1947年創業[50]。製品に「ジャノメ」シリーズなど。
- キャメル鉛筆製作所 - 1939年創業[51]。1985年にはグッドデザイン賞を受賞している[52]。
- コーリン鉛筆 - 1916年創業。1997年に日本法人が倒産し、現在はタイに資本・拠点を置く。主に色鉛筆を製造している。
- キリン鉛筆 - 1916年創業。2019年に法人閉鎖（廃業）。
- その他、前田鉛筆製造販売[53][54]や金子鉛筆製作所[55]など「特注鉛筆(名入れ鉛筆等)」を自社で販売しているメーカーも多々存在する。

色鉛筆を主力とする製造業者もいる
- ホルベイン工業 - 1900年創業。製品に、1993年発売「アーチスト色鉛筆」がある[56]。

完成品を主としないが、以下のような製造業者もある。
- オリエンタル産業 - 日本で黒鉛芯を外販向け製造する唯一の企業。東海カーボン（旧東洋カーボン）の関連会社で、1953年に創業、国内外の高級品向けに黒鉛芯や色鉛筆芯を製造し、2020年時点で国内生産シェアは約2割となっている[57][58]。自社製品に「Twelve Black Pencils」など。

現存する鉛筆製造業の組合および会員企業については「東京鉛筆組合昭午会 会員一覧」を参照。

### ドイツ
- ステッドラー - 1662年より製造。製品に「マルス・ルモグラフ」など。
- ファーバーカステル - 1761年より製造。製品に「カステル9000」など。
- リラ - 1806年より製造。2008年にイタリアF.I.L.A.（英語版）傘下。
- スワンスタビロ - 1855年より製造。

### アメリカ合衆国
- ディクソン・タイコンデロガ（英語版）- 1812年より製造。
- ゼネラル・ペンシル - 1860年ニュージャージー州ハドソン郡で初めて鉛筆の製造を始め、1889年に設立した[59]。
- マスグレイブ・ペンシル（英語版）- 1916年に設立し製造開始[60]。
- カリフォルニア・シーダー・プロダクツ・カンパニー - 1917年創業。鉛筆用木材の会社であるが、日本の芯メーカーなど他社と協力し「パロミノ」など鉛筆ブランドを展開する[61][62]。製品に「ブラックウィング」（ファーバー社ブラックウィング602（英語版）の復刻品）など。

### イギリス
- ベロール（英語版）- 前身はアメリカのイーグル・ペンシル・カンパニーで、1856年創業[63]。
- ダーウェント（英語版）- 1832年より製造。

### 東アジア
- 韓国・文化鉛筆 -「munhwa」は1987年に韓国の鉛筆として初めてJISを獲得した会社である。製品に「DEOJON」など[64]。
- 韓国・東亜鉛筆（朝鮮語版）-「DONG-A」は1946年に設立し製造開始した。製品に「Fable」「OFFICE PENCIL」など[65]。
- 台湾・利百代（中国語版）- 1954年より製造。台湾大手文具会社で製品に「LIBERTY 88」｢LIBERTY 90」「LIBERTY 9800」など[66]。
- 台湾・雄獅鉛筆（中国語版）- 1956年より製造。製品に「LION 88」「LION 90」など[67]。
- 台湾・玉兔文具（中国語版）- 1964年より製造。製品に「RABBIT 88」「RABBIT 8900」など[68]。
- 中国・中国第一铅笔有限公司（中国語版）-「老鳳祥」の子会社である。1934年より製造。製品に「中華牌、長城牌」など[69]。
- 中国・丽水市莲城铅笔制造有限公司 - 1995年より製造。製品に「Choose Mireth」など[70]。
- 中国・大连金时代企业有限责任公司 - 年間3億本の鉛筆を生産している[71][72]。
- 中国・尚志市珍珠笔业有限责任公司 -  1988年より製造。中国東北部で初の民間鉛筆企業だった[73]。
- 中国・成武县金猫铅笔有限公司 - 1988年より製造。年間2億本の鉛筆を生産している[74]。

なお他にも、中国には大中小問わず多くの鉛筆製造会社が存在し、海外会社のOEMを手掛けている。

### その他
- チェコ・コヒノール（英語版）- 1790年より製造。世界で初めて鉛筆の芯の特許を取得した。製品に「No.1500」など[75]。
- スイス・カランダッシュ - 1915年より製造。製品に「TECHNOGRAPH」など。
- オーストリア・クレタカラー（英語版）- 1792年操業のコヒノール社工場を継ぎ1996年創設されたブランド[76][77]。1863年操業のブルヴィリエ（ドイツ語版）社も継ぐ[78]。アート用の鉛筆で有名[79]。
- ポルトガル・ビアルコ（ポルトガル語版）- 1936年より製造。ポルトガル唯一の鉛筆メーカー[80]。
- インド・ヒンドゥスターン鉛筆（英語版）- 1958年より製造。インド最大の鉛筆製造会社[81]。
- インド・ドムス (企業)（英語版）- 1976年より製造。製品に「Superio、Karbon」など[82]。
- インド・コクヨ・カムリン（英語版）- コクヨの子会社。1931より製造[83]。
- デンマーク・バイキング - 1914年より製造。製品に「VIKING 029」など[84]。
- エルサルバドル・ファセラ -「Facela」は1961年より製造。製品に「Master、Aristos」など[85]。
- トルコ・アデル -「ADEL」は1969年より製造。トルコ最大の文具メーカー。[86]

## その他
- サヨリの小さなものを「エンピツ」（逆に大きいものを「カンヌキ」）と呼ばれることもある[87]。
- 彫刻家の山崎利幸は鉛筆の芯を直接削る「鉛筆彫刻」を専門としている[88]。